# Mathias Wellan
Mathias Wellan, též Matthias Wellan (23. února 1882 Želešice – 8. srpna 1964 Brno), byl československý politik německé národnosti a meziválečný senátor Národního shromáždění ČSR za Německou sociálně demokratickou stranu dělnickou v ČSR.

## Biografie
Profesí byl tajemníkem německé sociálně demokratické strany v Brně. Zastával funkci krajského tajemníka strany v Brně. V roce 1938 byl členem celostátního předsednictva DSAP.
Po parlamentních volbách v roce 1935 získal senátorské křeslo v Národním shromáždění. Mandát ale nabyl až dodatečně, v roce 1936, poté, co rezignoval senátor Wilhelm Niessner. V senátu setrval do jeho zrušení v roce 1939, přičemž na rozdíl od většiny svých spolustraníků neztratil mandát v důsledku změn hranic Československa po Mnichovské dohodě, zůstal politikem zbytkového Československa a byl nezařazeným senátorem.
Během 30. let podporoval coby brněnský předák německé sociální demokracie rakouské sociálně demokratické emigranty (například Otto Bauer), kteří se tam uchýlili před nacistickým režimem. Po okupaci zbytku Československa nacistickým Německem roku 1939 byl zatčen. Po roce 1939 byl několikrát vězněn v Praze na Pankráci.